# Пратдіп
Пратді́п (кат. Pratdip, вимова літературною каталанською [pɾə'd:ip]) — муніципалітет, розташований в Автономній області Каталонія, в Іспанії. Код муніципалітету за номенклатурою Інституту статистики Каталонії — 431188. Знаходиться у районі (кумарці) Баш-Камп (коди району — 08 та BC) провінції Таррагона, згідно з новою адміністративною реформою перебуватиме у складі баґарії (округи) Камп-да-Таррагона.

## Населення
Населення міста (у 2007 р.) становить 760 осіб (з них менше 14 років — 8,9 %, від 15 до 64 — 62,6 %, понад 65 років — 28,4 %). У 2006 р. народжуваність склала 6 осіб, смертність — 4 особи, зареєстровано 1 шлюб. У 2001 р. активне населення становило 213 осіб, з них безробітних — 19 осіб.
Серед осіб, які проживали на території міста у 2001 р., 438 народилися в Каталонії (з них 348 осіб у тому самому районі, або кумарці), 47 осіб приїхало з інших областей Іспанії, а 47 осіб приїхало з-за кордону.
Вищу освіту має 8,9 % усього населення.
У 2001 р. нараховувалося 220 домогосподарств (з них 30 % складалися з однієї особи, 30 % з двох осіб,19,1 % з 3 осіб, 13,6 % з 4 осіб, 5,5 % з 5 осіб, 1,4 % з 6 осіб, 0 % з 7 осіб, 0 % з 8 осіб і 0,5 % з 9 і більше осіб).
Активне населення міста у 2001 р. працювало у таких сферах діяльності: у сільському господарстві — 19,1 %, у промисловості — 14,4 %, на будівництві — 18 % і у сфері обслуговування — 48,5 %.
У муніципалітеті або у власному районі (кумарці) працює 95 осіб, поза районом — 115 осіб.

### Безробіття
У 2007 р. нараховувалося 15 безробітних (у 2006 р. — 15 безробітних), з них чоловіки становили 60 %, а жінки — 40 %.

## Економіка

### Підприємства міста

#### Промислові підприємства
| \| Промислові підприємства міста, за сферою діяльності \| Промислові підприємства міста, за сферою діяльності \| Промислові підприємства міста, за сферою діяльності \| \| Рік \| 2002 р. \| 2001 р. \| \| --------------------------------------------------- \| --------------------------------------------------- \| --------------------------------------------------- \| \| Енергетичні та водні ресурси \| 50 % \| 50 % \| \| Хімія та метали \| 0 % \| 0 % \| \| Переробка металів \| 0 % \| 0 % \| \| Продукти харчування \| 0 % \| 0 % \| \| Текстиль \| 0 % \| 0 % \| \| Виробництво меблів, видання \| 50 % \| 50 % \| \| Інше \| 0 % \| 0 % \| \| Усього підприємств \| 2 \| 2 \| |         |         |
| Промислові підприємства міста, за сферою діяльності |         |         |
| Рік | 2002 р. | 2001 р. |
| Енергетичні та водні ресурси | 50 %    | 50 %    |
| Хімія та метали | 0 %     | 0 %     |
| Переробка металів | 0 %     | 0 %     |
| Продукти харчування | 0 %     | 0 %     |
| Текстиль | 0 %     | 0 %     |
| Виробництво меблів, видання | 50 %    | 50 %    |
| Інше | 0 %     | 0 %     |
| Усього підприємств | 2       | 2       |

#### Роздрібна торгівля
| \| Підприємства роздрібної торгівлі міста, за сферою діяльності \| Підприємства роздрібної торгівлі міста, за сферою діяльності \| Підприємства роздрібної торгівлі міста, за сферою діяльності \| \| Рік \| 2002 р. \| 2001 р. \| \| ------------------------------------------------------------ \| ------------------------------------------------------------ \| ------------------------------------------------------------ \| \| Продукти харчування \| 33,3 % \| 50 % \| \| Одяг та взуття \| 0 % \| 0 % \| \| Товари для дому \| 16,7 % \| 12,5 % \| \| Книги та періодичні видання \| 0 % \| 0 % \| \| Промислова хімічна продукція \| 33,3 % \| 25 % \| \| Продукція, пов'язана з транспортними засобами \| 0 % \| 0 % \| \| Інше \| 16,7 % \| 12,5 % \| \| Усього підприємств \| 6 \| 8 \| |         |         |
| Підприємства роздрібної торгівлі міста, за сферою діяльності |         |         |
| Рік | 2002 р. | 2001 р. |
| Продукти харчування | 33,3 %  | 50 %    |
| Одяг та взуття | 0 %     | 0 %     |
| Товари для дому | 16,7 %  | 12,5 %  |
| Книги та періодичні видання | 0 %     | 0 %     |
| Промислова хімічна продукція | 33,3 %  | 25 %    |
| Продукція, пов'язана з транспортними засобами | 0 %     | 0 %     |
| Інше | 16,7 %  | 12,5 %  |
| Усього підприємств | 6       | 8       |

#### Сфера послуг
| \| Підприємства міста, що працюють у сфері послуг, за діяльністю \| Підприємства міста, що працюють у сфері послуг, за діяльністю \| Підприємства міста, що працюють у сфері послуг, за діяльністю \| \| Рік \| 2002 р. \| 2001 р. \| \| ------------------------------------------------------------- \| ------------------------------------------------------------- \| ------------------------------------------------------------- \| \| Гуртова торгівля \| 29,4 % \| 27,8 % \| \| Готелі та готельний бізнес \| 11,8 % \| 16,7 % \| \| Транспорт та зв'язок \| 5,9 % \| 5,6 % \| \| Посередницькі фінансові послуги \| 0 % \| 0 % \| \| Послуги підприємствам \| 5,9 % \| 5,6 % \| \| Послуги фізичним особам \| 47,1 % \| 44,4 % \| \| Нерухомість та ін. \| 0 % \| 0 % \| \| Усього підприємств \| 17 \| 18 \| |         |         |
| Підприємства міста, що працюють у сфері послуг, за діяльністю |         |         |
| Рік | 2002 р. | 2001 р. |
| Гуртова торгівля | 29,4 %  | 27,8 %  |
| Готелі та готельний бізнес | 11,8 %  | 16,7 %  |
| Транспорт та зв'язок | 5,9 %   | 5,6 %   |
| Посередницькі фінансові послуги | 0 %     | 0 %     |
| Послуги підприємствам | 5,9 %   | 5,6 %   |
| Послуги фізичним особам | 47,1 %  | 44,4 %  |
| Нерухомість та ін. | 0 %     | 0 %     |
| Усього підприємств | 17      | 18      |

## Житловий фонд
У 2001 р. 8,2 % усіх родин (домогосподарств) мали житло метражем до 59 м2, 22,7 % — від 60 до 89 м2, 31,8 % — від 90 до 119 м2 і
37,3 % — понад 120 м2.
З усіх будівель у 2001 р. 32,9 % було одноповерховими, 64,5 % — двоповерховими, 2,6 % — триповерховими, 0 % — чотириповерховими, 0 % — п'ятиповерховими, 0 % — шестиповерховими,
0 % — семиповерховими, 0 % — з вісьмома та більше поверхами.

## Автопарк
| \| Автомобілі, зареєстровані у місті, за призначенням \| Автомобілі, зареєстровані у місті, за призначенням \| Автомобілі, зареєстровані у місті, за призначенням \| \| Рік \| 2006 р. \| 2005 р. \| \| -------------------------------------------------- \| -------------------------------------------------- \| -------------------------------------------------- \| \| Приватні автомобілі \| 62,1 % \| 61,6 % \| \| Мотоцикли \| 7,9 % \| 7,1 % \| \| Вантажівки \| 25 % \| 26,3 % \| \| Трактори \| 1,4 % \| 1,5 % \| \| Автобуси та ін. \| 3,7 % \| 3,5 % \| \| Усього автомобілів \| 572 шт. \| 537 шт. \| |         |         |
| Автомобілі, зареєстровані у місті, за призначенням |         |         |
| Рік | 2006 р. | 2005 р. |
| Приватні автомобілі | 62,1 %  | 61,6 %  |
| Мотоцикли | 7,9 %   | 7,1 %   |
| Вантажівки | 25 %    | 26,3 %  |
| Трактори | 1,4 %   | 1,5 %   |
| Автобуси та ін. | 3,7 %   | 3,5 %   |
| Усього автомобілів | 572 шт. | 537 шт. |

## Вживання каталанської мови
У 2001 р. каталанську мову у місті розуміли 96 % усього населення (у 1996 р. — 93,3 %), вміли говорити нею 89,7 % (у 1996 р. — 89,9 %), вміли читати 87,8 % (у 1996 р. — 87,2 %), вміли писати 42,9 % (у 1996 р. — 43,6 %). Не розуміли каталанської мови 4 %.

## Політичні уподобання
У виборах до Парламенту Каталонії у 2006 р. взяло участь 315 осіб (у 2003 р. — 365 осіб). Голоси за політичні сили розподілилися таким чином:
| \| Вибори до Парламенту Каталонії \| Вибори до Парламенту Каталонії \| Вибори до Парламенту Каталонії \| \| Рік \| 2006 р. \| 2003 р. \| \| -------------------------------------- \| ------------------------------ \| ------------------------------ \| \| Конвергенція та Єднання (CiU) \| 34,3 % \| 27,1 % \| \| Соціалістична партія Каталонії (PSC) \| 31,1 % \| 45,5 % \| \| Народна партія (PP) \| 6,3 % \| 3,8 % \| \| Ініціатива за Каталонію — Зелені (ICV) \| 4,8 % \| 4,1 % \| \| Республіканська лівиця Каталонії (ERC) \| 20,6 % \| 19,2 % \| \| Громадяни — Громадянська партія (C's) \| 0,3 % \| 0 % \| \| Інші \| 2,5 % \| 0,3 % \| |         |         |
| Вибори до Парламенту Каталонії |         |         |
| Рік | 2006 р. | 2003 р. |
| Конвергенція та Єднання (CiU) | 34,3 %  | 27,1 %  |
| Соціалістична партія Каталонії (PSC) | 31,1 %  | 45,5 %  |
| Народна партія (PP) | 6,3 %   | 3,8 %   |
| Ініціатива за Каталонію — Зелені (ICV) | 4,8 %   | 4,1 %   |
| Республіканська лівиця Каталонії (ERC) | 20,6 %  | 19,2 %  |
| Громадяни — Громадянська партія (C's) | 0,3 %   | 0 %     |
| Інші | 2,5 %   | 0,3 %   |

У муніципальних виборах у 2007 р. взяло участь 428 осіб (у 2003 р. — 439 осіб). Голоси за політичні сили розподілилися таким чином:
| \| Муніципальні вибори \| Муніципальні вибори \| Муніципальні вибори \| \| Рік \| 2007 р. \| 2003 р. \| \| -------------------------------------- \| ------------------- \| ------------------- \| \| Конвергенція та Єднання (CiU) \| 40,9 % \| 43,3 % \| \| Соціалістична партія Каталонії (PSC) \| 57,7 % \| 56,7 % \| \| Народна партія (PP) \| 1,4 % \| 0 % \| \| Ініціатива за Каталонію — Зелені (ICV) \| 0 % \| 0 % \| \| Республіканська лівиця Каталонії (ERC) \| 0 % \| 0 % \| \| Громадяни — Громадянська партія (C's) \| 0 % \| 0 % \| \| Інші \| 0 % \| 0 % \| |         |         |
| Муніципальні вибори |         |         |
| Рік | 2007 р. | 2003 р. |
| Конвергенція та Єднання (CiU) | 40,9 %  | 43,3 %  |
| Соціалістична партія Каталонії (PSC) | 57,7 %  | 56,7 %  |
| Народна партія (PP) | 1,4 %   | 0 %     |
| Ініціатива за Каталонію — Зелені (ICV) | 0 %     | 0 %     |
| Республіканська лівиця Каталонії (ERC) | 0 %     | 0 %     |
| Громадяни — Громадянська партія (C's) | 0 %     | 0 %     |
| Інші | 0 %     | 0 %     |